# ハニーディッパー

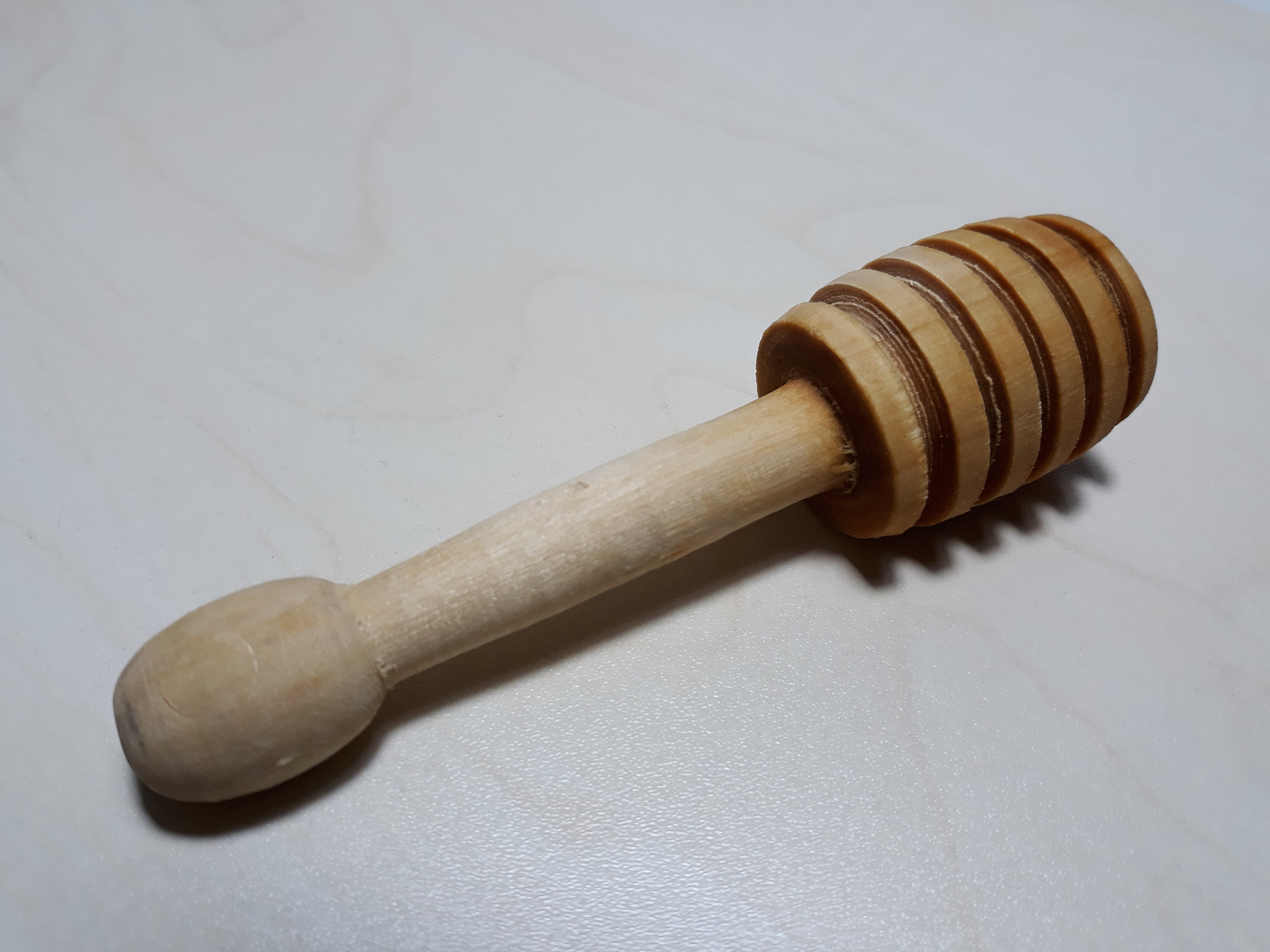
木製のハニーディッパー

ハニーディッパー（英: honey dipper）とは、粘性のある液体を容器から採取し、別の場所に垂らす為の食器である。一般的には、その名の通りに蜂蜜を掬うのに使われる。合成樹脂やガラスで作られたハニーディッパーも存在するが、木材を轆轤で加工して作られる場合が多い。手で掴む部分と液体を絡ませる等間隔の溝から成り立つ。

## 使用

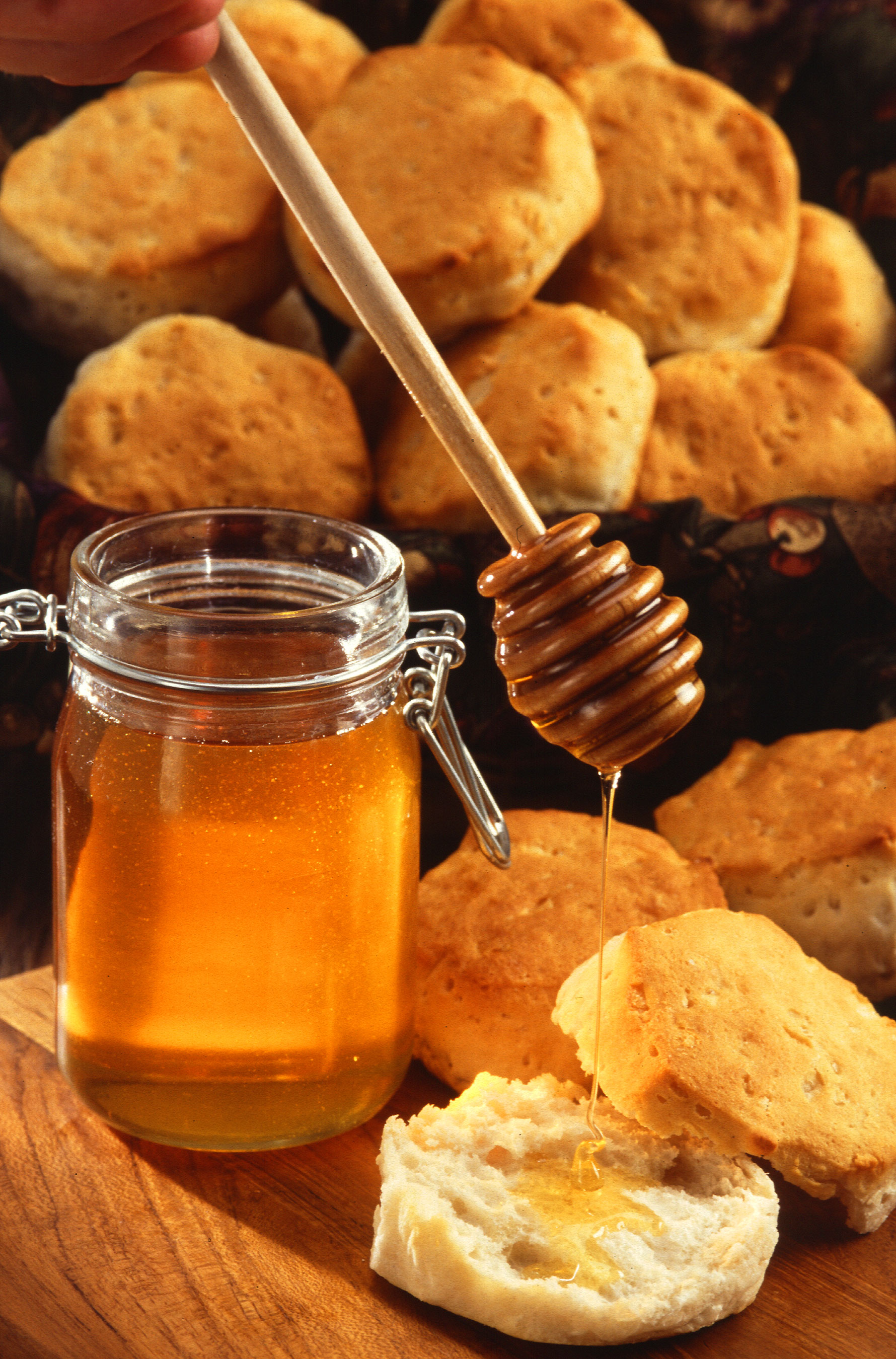
ハニーディッパーを使用する様子

使用時には溝のある方を液体に浸し、容器から取り出した後に親指とその他の指でゆっくりと持ち手を回して液垂れを防ぐ。通常はパンやビスケット、その他食品に蜂蜜を垂らす目的で使用される。

## メタファー
1920年代以降、「ハニーディッパー」という言葉は腐敗槽の清掃や下水道の無い便所からの排泄物の汲み取り、単純な仕事を行う労働者への蔑称として使われている。